# Ermanno Capelli
Ermanno Capelli (Ponte San Pietro, 9 mei 1985) is een Italiaans wielrenner. Hij werd in 2008 beroepsrenner bij de Saunier Duval-wielerploeg.

## Belangrijkste overwinningen
2006
- Trofeo Banca Popolare Piva (U23)
- GP Palio del Recioto

## Resultaten in voornaamste wedstrijden
| Jaar | Ronde van Italië | Ronde van Frankrijk | Ronde van Spanje |
| ---- | ---------------- | ------------------- | ---------------- |
| 2008 | opgave           |                     |                  |
| 2009 |                  |                     |                  |
| 2010 | buiten tijd      |                     |                  |

| Jaar | Milaan-San Remo | Gent-Wevelgem | Ronde van Vlaanderen | Ronde van Lombardije | Parijs-Brussel |
| ---- | --------------- | ------------- | -------------------- | -------------------- | -------------- |
| 2008 | 110e            | 79e           | 66e                  | 61e                  |                |
| 2009 | 97e             |               | 57e                  |                      | 126e           |
| 2010 |                 | 42e           |                      |                      |                |